# Тест Фаррара — Глаубера
Тест Фаррара — Глаубера (англ. FG-тест) — метод исследования мультиколлинеарности, предложенный в 1967 году американскими специалистами Дональдом Фарраром и Робертом Глаубером.
При наличии межфакторной корреляции один из пары связанных между собой факторов исключается, либо в качестве объясняющего фактора берётся какая-то их функция. Если же незначимым оказался только один фактор, то его можно исключить или заменить другим (хотя, возможно, на каком-то более коротком промежутке времени данный фактор оказался бы значимым).
Наиболее характерные признаки мультиколлинеарности:
- небольшое изменение исходных данных (например, добавление новых наблюдений) приводит к существенному изменению оценок параметров модели;
- оценки параметров имеют большие стандартные ошибки, малую значимость, в то время как модель в целом является значимой (высокое значение коэффициента детерминации и соответствующей F статистики[уточнить]);
- оценки параметров имеют неправильные с точки зрения теории знаки или неоправданно большие значения.